# Fernando Barceló Aragón
Fernando Barceló Aragón (Osca, 6 de gener de 1996) és un ciclista espanyol. Format com amateur a l'equip de promeses d'Alberto Contador, actualment milita a l'equip amateur de la Fundación Euskadi-EDP. L'agost del 2017, s'inicià com aprenent a les files del Cofidis.

## Palmarès
- 2014
  -  Campió d'Espanya júnior en contrarellotge
- 2015
  - Vencedor d'una etapa a la Volta a Castelló
  - 2n a la Volta a Castelló
  - 2n a la Volta a la Corunya
  - 3r a la Volta a Navarra
- 2016
  - 2n a la Pujada a Gorla
  - 3r a la Clàssica Xavi Tondo

### Resultats a la Volta a Espanya
- 2019. 95è de la classificació general
- 2020. No surt (6a etapa)
- 2023. 48è de la classificació general